# Чемпіонат світу з трекових велоперегонів 2006
Чемпіонат світу з трекових велоперегонів 2006 проходив з 13 по 16 квітня 2006 року в Бордо, Франція на велодромі Velodrome Bordeaux-Lac. Всього у змагання взяли участь 278 спортсменів з 37 країн, які розіграли 15 комплектів нагород — 9 у чоловіків та 6 у жінок.

## Медалісти

### Чоловіки
| Дисципліна                         | Золото                                                                     | Срібло                                                                        | Бронза                                                                             |
| Спринт                             | Тео Бос                                                                    | Крейґ Маклін                                                                  | Штефан Німке                                                                       |
| Гіт (1 км)                         | Кріс Гой (1:01.361)                                                        | Джейсон Квіллі (1:02.085)                                                     | Франсуа Перві (1:02.696)                                                           |
| Індивідуальна гонка переслідування | Роберт Бартко (4:23.473)                                                   | Єнс Муріс (4:24.480)                                                          | Пол Меннінг (4:20.902)                                                             |
| Командна гонка переслідування      | Австралія Пітер Доусон Метью Ґосс Марк Джемісон Стівен Вулдрідж (4:01.491) | Велика Британія Стів Каммінгс Джерейнт Томас Пол Меннінг Роб Гейлс (4:01.527) | Україна Володимир Дюдя Роман Кононенко Максим Поліщук Любомир Полатайко (4:04.695) |
| Командний спринт                   | Франція Грегорі Боже Мікаель Бурґен Арно Турнан (43.969)                   | Велика Британія Кріс Гой Крейґ Маклін Джеймі Стафф (44.194)                   | Австралія Раян Бейлі Шейн Келлі Шейн Перкінс (44.600)                              |
| Кейрін                             | Тео Бос                                                                    | Хосе Антоніо Ескуредо                                                         | Арно Турнан                                                                        |
| Скретч                             | Жером Новіль                                                               | Анхель Даріо Колла                                                            | Іоанніс Тамурідіс                                                                  |
| Гонка за очками                    | Петер Шеп (31)                                                             | Рафал Ратайчик (18)                                                           | Василь Кіриєнко (15)                                                               |
| Медісон                            | Іспанія Ісаак Ґальвес Хоан Лланерас (16)                                   | Україна Любомир Полатайко Володимир Рибін (11)                                | Аргентина Хуан Естебан Куручет Вальтер Перес (9)                                   |

### Жінки
| Дисципліна                         | Золото                     | Срібло                     | Бронза                   |
| Спринт                             | Наталія Цилінська          | Вікторія Пендлтон          | Гуо Шуан                 |
| Гіт (500 м)                        | Наталія Цилінська (34.152) | Анна Мірс (34.352)         | Лісандра Ґуерра (34.609) |
| Індивідуальна гонка переслідування | Сара Гаммер (3:37.227)     | Ольга Слюсарєва (3:37.544) | Кеті Мактір (3:36.123)   |
| Кейрін                             | Крістін Мухе               | Клара Санчес               | Гуо Шуан                 |
| Скретч                             | Марія Луїза Калле          | Джина Ґрейн                | Ольга Слюсарєва          |
| Гонка за очками                    | Вера Каррара (35)          | Ольга Слюсарєва (35)       | Гема Паскуаль (32)       |

## Загальний медальний залік
| Місце  | Країна          | Золото | Срібло | Бронза | Загалом |
| ------ | --------------- | ------ | ------ | ------ | ------- |
| 1      | Нідерланди      | 3      | 1      |        | 4       |
| 2      | Франція         | 2      | 1      | 2      | 5       |
| 3      | Білорусь        | 2      |        | 1      | 3       |
| 3      | Німеччина       | 2      |        | 1      | 3       |
| 5      | Велика Британія | 1      | 4      | 1      | 6       |
| 6      | Австралія       | 1      | 2      | 2      | 5       |
| 7      | Іспанія         | 1      | 1      | 1      | 3       |
| 8      | Колумбія        | 1      |        |        | 1       |
| 8      | США             | 1      |        |        | 1       |
| 8      | Італія          | 1      |        |        | 1       |
| 11     | Росія           |        | 2      | 1      | 3       |
| 12     | Аргентина       |        | 1      | 1      | 2       |
| 12     | Україна         |        | 1      | 1      | 2       |
| 14     | Канада          |        | 1      |        | 1       |
| 14     | Польща          |        | 1      |        | 1       |
| 16     | КНР             |        |        | 2      | 2       |
| 17     | Куба            |        |        | 1      | 1       |
| 17     | Греція          |        |        | 1      | 1       |
| Всього | Всього          | 15     | 15     | 15     | 45      |